# 瓜州
瓜州（かしゅう）は、中国にかつて存在した州。現在の甘粛省瓜州県一帯に設置された。

## 魏晋南北朝時代
北魏孝明帝（在位：515年 - 528年）の時代に瓜州（現在の敦煌市）が設置された。

## 隋代
隋代が成立すると当初は3郡3県を管轄した。607年（大業3年）、郡制施行に伴い敦煌郡と改称され、下部に3県を管轄した。隋代の行政区分に関しては下表を参照。
| 州 | 瓜州   | 瓜州   | 瓜州   | 郡 | 敦煌郡               |
| 郡 | 敦煌郡 | 常楽郡 | 永興郡 | 県 | 敦煌県 常楽県 玉門県 |
| 県 | 鳴沙県 | 涼興県 | 会稽県 | 県 | 敦煌県 常楽県 玉門県 |

## 唐代
瓜州都督府…隋代の敦煌郡の常楽県であり、武徳5年（622年）に瓜州を置き、総管府を立てて瓜州（現在の瓜州県）・西沙州（元瓜州）・粛州の3州を管轄する。武徳8年（625年）、都督府を廃止。貞観年間（627年 - 649年）、再び都督府となる。天宝元年（742年）、晋昌郡となる。乾元元年（758年）、再び瓜州となる。
旧領県2、戸数：1164、人口：4322。天宝時は戸数：477、人口：4987。京師（長安）の西3310里にあり、東都（洛陽）までは4306里ある。
- 晋昌県…漢代の冥安県で、敦煌郡に属した。冥とは、川の名である。晋昌郡及び冥安県を置き、北周が晋昌郡を改めて永興郡とした。隋では瓜州と改名、冥安県を改めて常楽県とした。武徳7年（624年）、再び晋昌県となる。

- 常楽県…漢代の広至県で、敦煌郡に属した。魏が広至県を分けて宜禾県を置く。西涼の李暠はここに涼興郡を置く。隋代は廃止して常楽鎮を置く。武徳5年（622年）、鎮を改めて県とする。

瓜州晋昌郡…武徳5年（622年）、沙州の常楽県を分割して設置。土貢：野馬革，緊鞓，草鼓子，黄礬，絳礬，胡桐涙。
戸数：477、人口：4987。県数：2、府数：1。
- 大黄府…西北千里には墨離軍あり。
- 晋昌県…中下。もとの常楽県で、武徳4年（621年）に更名。東北には合河鎮あり、また120里には百帳守捉あり、また東150里には豹文山守捉あり、また7里には寧寇軍があり、甘州と路合。
- 常楽県…中下。武徳5年（622年）に別置。抜河帝山あり。

| 州 | 瓜州          | 郡 | 晋昌郡        | 州 | 瓜州          |
| 県 | 晋昌県 常楽県 | 府 | 大黄府        | 県 | 晋昌県 常楽県 |
| 県 | 晋昌県 常楽県 | 県 | 晋昌県 常楽県 | 県 | 晋昌県 常楽県 |

## 宋代
1028年（天聖6年）、李元昊が瓜州を陥落させた。